# Museumsquartier
Museumsquartier – jedna ze stacji metra w Wiedniu na linii U2. Została otwarta 8 października 1980. 
Znajduje się na granicy 1. Innere Stadt i 7. dzielnicy Wiednia Neubau. Stacja została nazwana od MuseumsQuartier, jednego z największych skupisk muzeów na świecie.